# Аметистовый бегунок
Аметистовый бегунок (лат. Rhinoptilus chalcopterus) — вид птиц из семейства тиркушковых. Подвидов не выделяют.

## Распространение
Обитают в Африке южнее Сахары.

## Описание
Длина тела 25—29 см. Масса 91—220 г. Размах крыльев 58 см. Грудь и верхняя часть тела тускло-серовато-коричневые, на грудке чёрная перевязь. Белое надхвостье, хвост тёмно-коричневый с белой бахромой. Остальная часть нижней части тела, передняя часть макушки, линия позади глаза, а также боковые стороны горла и верхней части шеи кремового или белого цвета. Клюв чёрный с пурпурно-красным основанием, ноги тускло-красные.

## Биология
Информация о рационе отсутствует, вероятно, питаются насекомыми. В кладке бывает 2—3 яйца, которые в течение 25—27 дней по очереди насиживают как самка, так и самец.